# Hipposideros lankadiva
Hipposideros lankadiva är en fladdermusart som beskrevs av Edward Frederick Kelaart 1850. Hipposideros lankadiva ingår i släktet Hipposideros och familjen rundbladnäsor. Internationella naturvårdsunionen kategoriserar arten globalt som livskraftig. Inga underarter finns listade i Catalogue of Life.
Arten har gulbrun päls som är mörkast på huvudet och på axlarna. På näsan förekommer tre större och en mindre hudveck. Hipposideros lankadiva saknar de vita fläckarna på axlarna som ofta förekommer hos Hipposideros diadema. Andra släktmedlemmar har oftast köttiga knölar ovanför det först hudvecket på näsan, men hos Hipposideros lankadiva förekommer inga knölar. Exemplar som hittades i Bangladesh hade i genomsnitt en kroppslängd (huvud och bål) av 98 mm, en svanslängd av 51 mm, 27 mm långa öron, 87,6 mm långa underarmar och 19 mm långa bakfötter.
Denna fladdermus förekommer med flera från varandra skilda populationer i Indien, Bangladesh och Sri Lanka. Den lever i låglandet och i bergstrakter upp till 1000 meter över havet. Hipposideros lankadiva föredrar mera torra landskap men på Sri Lanka hittas den även i fuktiga skogar.
Hos populationer i södra Indien har de minsta individer bara 75 mm långa underarmar, en 40 mm lång svans och 19,5 mm långa öron. Enligt studien som registrerade dessa storleksuppgifter delas hela beståndet i tre eller fyra underarter, en på Sri Lanka (typen), en i södra och centrala Indien, en omstridd underart i gränsområdet Bangladesh/Indien samt den fjärde i centrala Bangladesh, nordöstra Indien och Myanmar.
Individerna vilar i grottor, i tunnlar eller i byggnader. De bildar där medelstora till stora kolonier med omkring 50 eller några tusen medlemmar. Ofta förekommer blandade kolonier med andra fladdermöss. Hipposideros lankadiva lämnar gömstället tidig på kvällen och jagar skalbaggar eller andra stora insekter. Honor har en kull per år, är cirka 260 dagar dräktig och föder en unge per kull.
Hipposideros lankadiva jagar liksom andra släktmedlemmar med hjälp av ekolokalisering.

## Bildgalleri

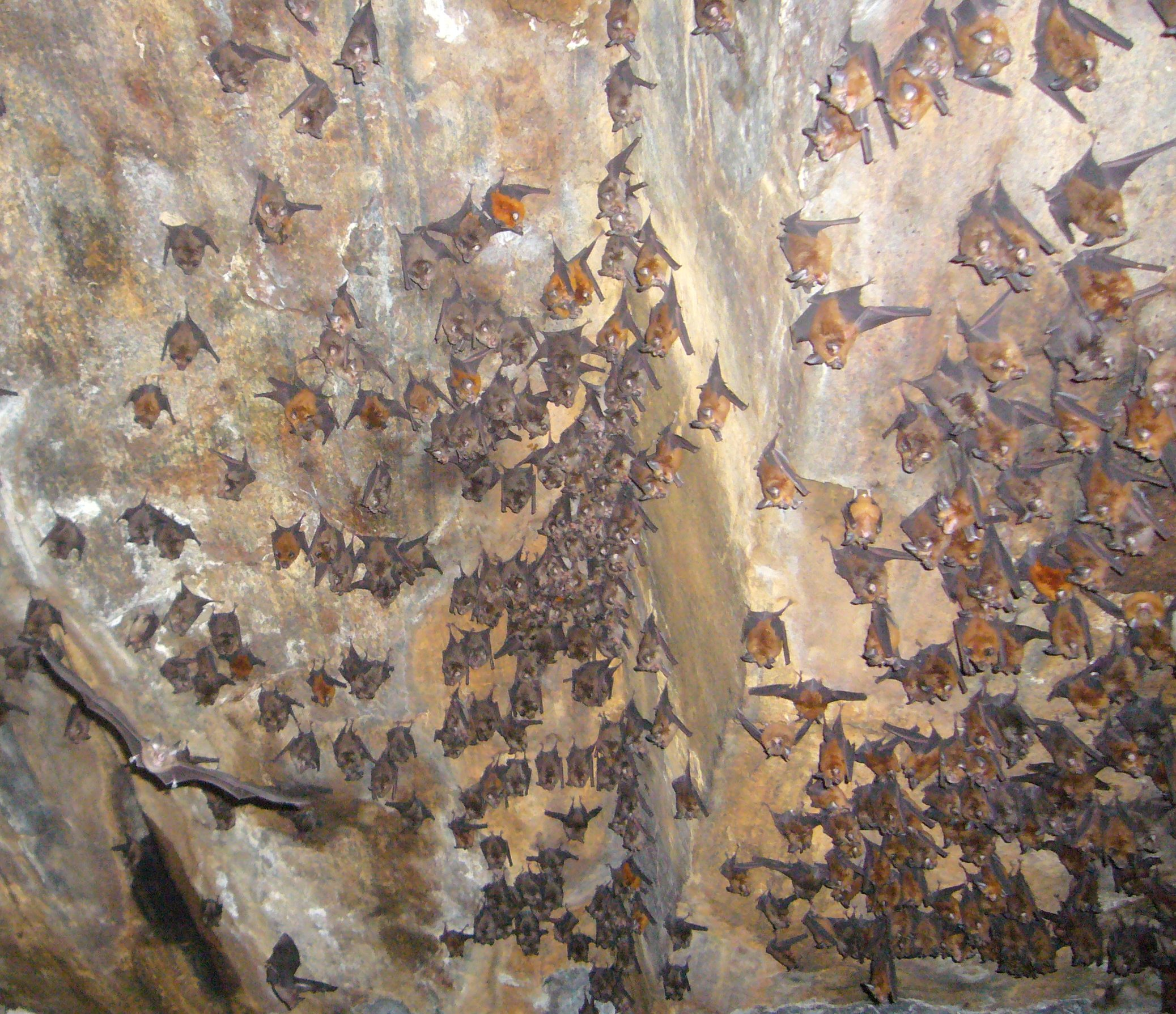
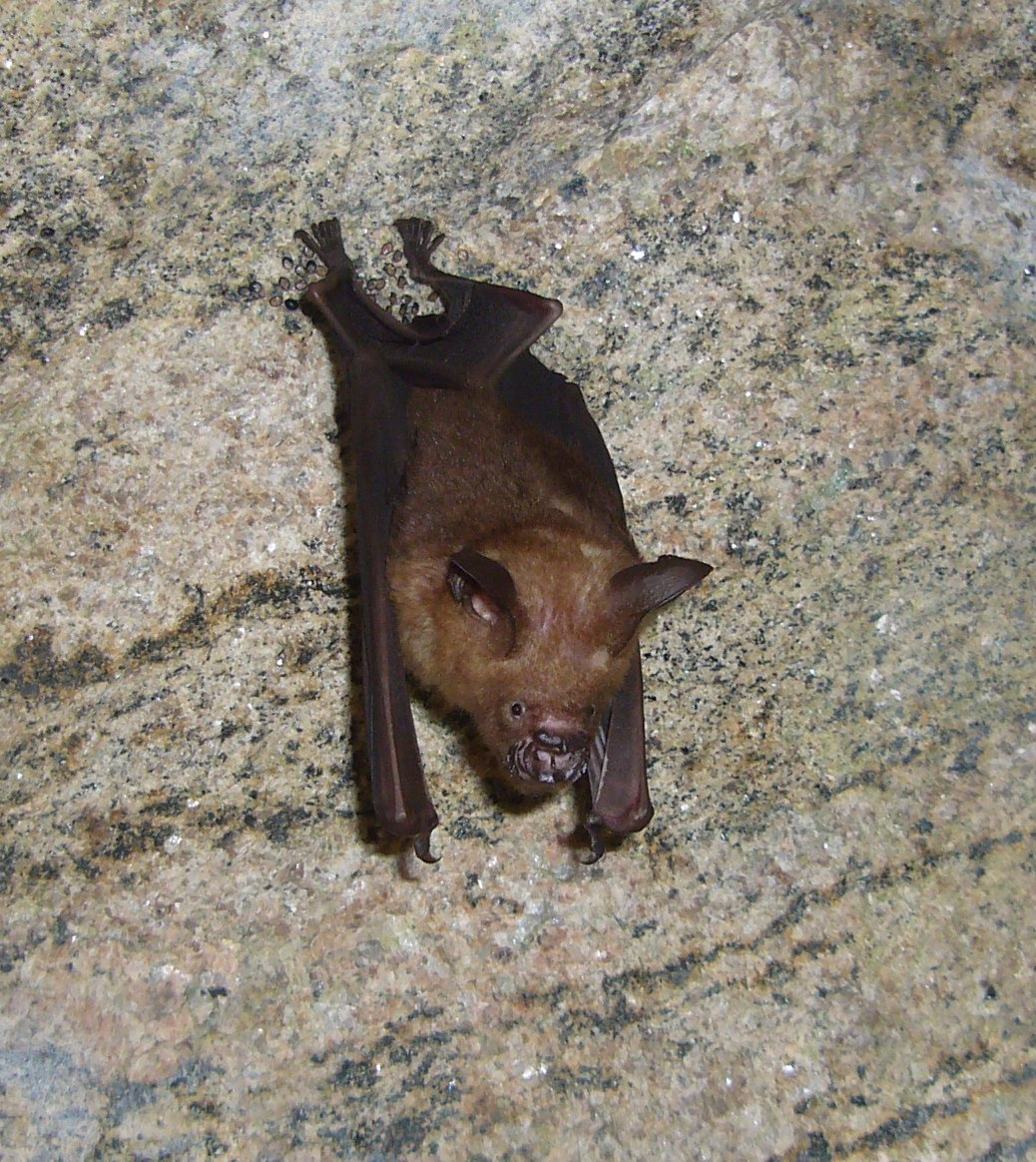